# Jorge da Silva
Jorge Orosmán Da Silva Echeverrito (Montevideo, 11 de diciembre de 1961), conocido como Jorge Polilla Da Silva, es un exfutbolista y entrenador uruguayo. Es hermano del también exfutbolista Rubén da Silva.

## Trayectoria
Comenzó su carrera en el Fénix, en donde ingresó a los 14 años. Posteriormente pasó por el Danubio antes de fichar en 1980 por el Defensor Sporting, en donde debutó y empezó a destacar como goleador.
Llegó a la liga española en el mercado de invierno de la temporada 1982-83, cuando Defensor lo transfirió al Real Valladolid. Su primera temporada en España se saldó con 5 goles anotados en los 16 partidos que disputó. Su paso a Europa fue logrado por intermediación de su representante, el empresario uruguayo Paco Casal.
El Real Valladolid renovó el acuerdo de cesión y Jorge Polilla Da Silva se explotó como goleador durante la temporada 1983-84. Marcó 17 goles y fue, con el madridista Juanito, en el Trofeo Pichichi de la Liga española. Además, conquistó la Copa de la Liga de 1984, con el primer título de la historia del club vallisoletano.
Al término de la temporada 1984-85, el Defensor Sporting, que aún era propietario de los derechos del jugador, decidió traspasarlo al Atlético de Madrid. En el club rojiblanco militó dos temporadas bajo la dirección técnica de Luis Aragonés.
En 1987 regresó a Sudamérica. Jugó en River Plate de Argentina, formando delantera con Claudio Caniggia, Antonio Alzamendi y Juan Gilberto Funes. Debido a una deuda que mantenía el club argentino con él, Polilla se negó a jugar hasta que ésta se cancelara y entrenó sin equipo en Montevideo, hasta que en septiembre de 1989 el empresario Carlos Quieto le ofreció la oportunidad de ir a Colombia, a jugar en el América de Cali, aunque el jugador estuvo pocos meses antes en Chile, para reforzar con el Palestino en donde logró los campeonatos nacionales de 1990 y 1992, conquistando 20 goles en este último, y el Botín de Bronce en la temporada 1991 con 19 goles. En total, jugó 172 partidos con el equipo rojo, convirtiendo 65 goles. Después jugó en el Millonarios para volver al Defensor Sporting, en donde se retiró en 1997.

### Como entrenador
Tras retirarse, fue entrenador de los seleccionados juveniles de Uruguay (entrenó a la sub-20 en el Sudamericano de esa categoría disputado en 2003 en Uruguay). Posteriormente dirigió con éxito al Defensor Sporting, ganando el Campeonato Uruguayo en el año 2008, el subcampeonato en el 2009 y logrando con "el violeta" buenas participaciones en las competiciones internacionales, en uno de los ciclos más exitosos de esa institución.
Pasó luego un año como técnico del Al-Nassr, hasta mayo de 2010. En diciembre de ese año fue confirmado como nuevo entrenador del Godoy Cruz, reemplazando a Omar Asad. Tras clasificar al equipo de Mendoza a la Copa Libertadores 2011 y disputar la misma, decidió renunciar a causa de una relación desgastada con la dirigencia. A fines del año 2011 firmó un contrato por 1 año con el Banfield también de Argentina, pero renunció luego de dirigir solamente tres partidos, regresando inmediatamente a Uruguay para firmar con Peñarol.

### Peñarol Primera Etapa (2012-2013)
Llegó al Peñarol en marzo de 2012 para dirigir el torneo Clausura del Campeonato Uruguayo 2011-12. Allí terminaría cuarto y en la Tabla Anual segundo. 
En la Copa Libertadores 2012 quedaría eliminado en la fase de grupos, donde dirigió los últimos 4 partidos. En la Copa Libertadores 2013 nuevamente no superó la zona de grupos tras ser tercero.
El 4 de junio de 2013 ganó el Campeonato Uruguayo 2012-13 con el Peñarol al derrotar a su antiguo equipo el Defensor Sporting por 3-1 en la final. Para llegar a la definición primero se quedó con el Torneo Apertura 2012 y luego también con la Tabla Anual. 

### Baniyas SC (2013)
El 19 de junio de 2013, Jorge Polilla Da Silva fue designado para entrenar al Baniyas SC en la Liga Árabe del Golfo de Emiratos Árabes Unidos.

### Peñarol Segunda Etapa (2016)
Retornó en enero de 2016, para dirigir el Clausura 2016, en donde culminó segundo, además fue campeón de la Tabla Anual. El 12 de junio de 2016 en su regreso a Peñarol obtuvo el Campeonato Uruguayo 2015-16 al vencer a Plaza Colonia 3 a 1 en la semifinal del certamen en alargue, de esta manera logra el título en este partido por tener la ventaja deportiva en la definición al haber ganado la tabla acumulada de la temporada, lo cual hizo de que no se necesitara llegar a la instancia siguiente, que eran las finales al mejor de 2 juegos por puntos. En materia internacional, en la Copa Libertadores 2016 no superó la fase de grupos y en la Copa Sudamericana 2016 no pasó a la Primera Fase frente al Sportivo Luqueño de Paraguay, culminando su segunda etapa en el Peñarol el 9 de octubre de 2016, con 31 partidos jugados, de ellos 11 ganados, 10 empatados, y 10 perdidos.

### América de Cali (2017)
El 4 de septiembre es confirmado como nuevo entrenador del América de Cali sustituyendo en el cargo a Hernan Torres por malos resultados y con la urgencia de no descender a la B de Colombia. Cosa que logra espectacularmente, luchando ahora por entrar a la Copa Sudamericana 2018. En cuartos de final derrotó al Junior de Barranquilla (gran favorito para ganar la Liga) en la tanda de penaltis tras empatar 0-0 en Cali y 2-2 en Barranquilla. Enfrentó al Millonarios en la semifinal, perdiendo el primer partido de local 2-1 y el de vuelta empatando 0-0, terminando así, su participación en la liga con excelentes números finales.

### América de Cali (2018)
Inició la temporada 2018 con el América de Cali obteniendo un plantel de jugadores bastante reconocidos como Pablo Armero y Carmelo Valencia con el cual lograron llegar a la final del Torneo Fox Sports 2018 un torneo amistoso de pretemporada disputado en la ciudad de Bogotá, torneo en el cual fueron derrotados contra Santa Fe (3-1) quedando subcampeones. Inició la temporada en la Liga Águila venciendo a Leones, pero más adelante iniciaría una ola de derrotas en donde llegó a perder hasta 6 partidos, quedando eliminado en la primera ronda de la copa sudamericana 2018 y en una baja posición en la Liga. "El polilla" presentó su renuncia el 24 de marzo de 2018 debido a la presión de los jugadores "la cual se revelaron en sus planteamientos de juego" y de los medios de comunicación.

### América de Cali (2024) Segundo Ciclo.
El 13 de mayo de 2024, fue oficializado como entrenador del América de Cali en su segundo ciclo al mando del equipo Caleño, llegó en reemplazo del entrenador venezolano César Farias. Debutó oficialmente, el 16 de Julio ante Rionegro Águilas con victoria. Con una nómina de jugadores ampliamente superior a la que tuvo en su primer ciclo, con figuras como Duván Vergara, Éder Álvarez Balanta y Daniel Bocanegra, logró encadenar una racha de 16 partidos sin perder, 12 por liga y 4 de Copa. Aunque el equipo contaba con críticas por el juego que mostraba en cancha, los resultados eran irrefutables. En el tramo final del todos contra todos de la liga, tuvo un bache, una sola victoria en los últimos cinco juegos, pero al mismo tiempo el equipo se clasificaba para la final de copa. Ya en el cuadrangular final el equipo siguió con su mala racha  consiguiendo solo dos victorias, un empate y tres derrotas que lo dejaron afuera de la final. Quedando la opción de disputar  un título en la final de Copa ante Atlético Nacional. La final de ida se disputó en Medellín el 12 de diciembre siendo victoria del equipo verde tres goles por uno, con una notoria superioridad. La final de vuelta se jugó en Cali tres días después siendo un tramité del partido anterior, la final de vuelta terminó cero a cero, pero, en los últimos minutos del juego, hinchas molestos del América, invadieron la cancha, lo que no permitió que el partido se terminara.

### América de Cali (2025).
Para la temporada 2025, la dirigencia del club caleño, renovó la confianza en el entrenador, a pesar de las voces críticas que pedian su salida, con la promesa de seguir reforzando el plantel. Con refuerzos como el regreso del bicampeón en el club Rafael Carrascal y el refuerzo top del campeón de la copa sudamericana Juan Fernando Quintero, el equipo escarlata afronta la liga colombiana y la copa sudamericana. El ocho de febrero de 2025, acumuló su partido número 60 dirigiendo al equipo escarlata, con un parte de 27 victorias, 18 empates y 16 derrotas.

## Selección nacional
Debutó en el partido oficial con la selección de Uruguay el 20 de febrero de 1982 en un partido jugado en Calcuta contra Corea del Sur. Disputó un total de 26 partidos internacionales, anotando 6 goles. Participó en el Mundial de México 86 y en la Copa América 1993.

### Selección Uruguaya Sub-20
Jorge Da Polilla Silva participó de la Copa Mundial de Fútbol Juvenil de 1981 jugado en Australia en donde disputó 4 partidos y anotando 2 goles

### Participaciones en Copas del Mundo
| Mundial           | Sede   | Resultado        |
| ----------------- | ------ | ---------------- |
| Copa Mundial 1986 | México | Octavos de final |

### Participaciones en Copa América
| Copa              | Sede    | Resultado        |
| ----------------- | ------- | ---------------- |
| Copa América 1993 | Ecuador | Cuartos de final |

## Clubes

### Como jugador
| Club               | País      | Año       |
| ------------------ | --------- | --------- |
| Defensor Sporting  | Uruguay   | 1979-1982 |
| Real Valladolid    | España    | 1983-1985 |
| Atlético de Madrid | España    | 1985-1987 |
| River Plate        | Argentina | 1987-1989 |
| América de Cali    | Colombia  | 1990-1994 |
| Millonarios        | Colombia  | 1995      |
| Defensor Sporting  | Uruguay   | 1995-1998 |

### Como entrenador
| Club              | País           | Año       |
| ----------------- | -------------- | --------- |
| Liverpool         | Uruguay        | 2000      |
| Uruguay Sub-20    | Uruguay        | 2000-2005 |
| Defensor Sporting | Uruguay        | 2005-2009 |
| Al-Nassr          | Arabia Saudita | 2009-2010 |
| Godoy Cruz        | Argentina      | 2011      |
| Banfield          | Argentina      | 2012      |
| Peñarol           | Uruguay        | 2012-2013 |
| Baniyas           | EAU            | 2013-2014 |
| Al-Nassr          | Arabia Saudita | 2014-2015 |
| Peñarol           | Uruguay        | 2016      |
| América de Cali   | Colombia       | 2017-2018 |
| Defensor Sporting | Uruguay        | 2018-2019 |
| Al-Ittihad Kalba  | EAU            | 2019-2022 |
| Muaither SC       | Catar          | 2023-2024 |
| América de Cali   | Colombia       | 2024-2025 |

## Estadísticas

### Estadísticas como jugador
| Defensor Sporting · Uruguay    | 1979-1982               |     | 29  |
| Real Valladolid · España       | 1982-1983               | 16  | 5   |
| Real Valladolid · España       | 1983-1984               | 30  | 17  |
| Real Valladolid · España       | 1984-1985               | 16  | 2   |
| Atlético de Madrid · España    | 1985-1986               | 30  | 13  |
| Atlético de Madrid · España    | 1986-1987               | 28  | 8   |
| River Plate Argentina          | 1987-1988               | 34  | 14  |
| River Plate Argentina          | 1988-1989               | 25  | 9   |
| América de Cali · Colombia     | 1989                    | 12  | 3   |
| América de Cali · Colombia     | 1990                    | 41  | 12  |
| América de Cali · Colombia     | 1991                    | 38  | 20  |
| América de Cali · Colombia     | 1992                    | 40  | 19  |
| América de Cali · Colombia     | 1993                    | 7   | 2   |
| América de Cali · Colombia     | 1994                    | 35  | 9   |
| Millonarios · Colombia         | 1995                    | 8   | 3   |
| Defensor Sporting · Uruguay    | 1995-1997               | 43  | 7   |
| Selección de Uruguay · Uruguay | 1982-1993               | 26  | 6   |
| Total Liga Española            | Total Liga Española     | 120 | 45  |
| Total Torneo Argentino         | Total Torneo Argentino  | 59  | 23  |
| Total Torneo Colombiano        | Total Torneo Colombiano | 181 | 68  |
| Total carrera                  | Total carrera           | 429 | 149 |

### Estadísticas como entrenador
| Equipo                      | Torneo                               | Estadísticas | Estadísticas | Estadísticas | Estadísticas | Estadísticas | Estadísticas | Estadísticas | Estadísticas | Estadísticas |
| Equipo                      | Torneo                               | PJ           | G            | E            | P            | GF           | GC           | DG           | Efectividad% |              |
| --------------------------- | ------------------------------------ | ------------ | ------------ | ------------ | ------------ | ------------ | ------------ | ------------ | ------------ | ------------ |
| Defensor Sporting · Uruguay | Primera División 2005-06             | 29           | 17           | 10           | 2            | 58           | 29           | +29          | 70,11%       |              |
| Defensor Sporting · Uruguay | Copa Libertadores 2006               | 2            | 0            | 2            | 0            | 2            | 2            | 0            | 33%          |              |
| Defensor Sporting · Uruguay | Primera División 2006-07             | 35           | 19           | 9            | 7            | 60           | 35           | +25          | 62,86%       |              |
| Defensor Sporting · Uruguay | Copa Libertadores 2007               | 10           | 5            | 0            | 5            | 13           | 11           | +2           | 50%          |              |
| Defensor Sporting · Uruguay | Primera División 2007-08             | 38           | 25           | 5            | 8            | 77           | 43           | +34          | 70,17%       |              |
| Defensor Sporting · Uruguay | Copa Sudamericana 2007               | 8            | 3            | 4            | 1            | 13           | 9            | +4           | 54,17%       |              |
| Defensor Sporting · Uruguay | Primera División 2008-09             | 34           | 20           | 6            | 8            | 56           | 36           | +20          | 64,70%       |              |
| Defensor Sporting · Uruguay | Copa Sudamericana 2008               | 4            | 1            | 1            | 2            | 7            | 9            | -2           | 33%          |              |
| Defensor Sporting · Uruguay | Copa Libertadores 2009               | 10           | 3            | 3            | 4            | 9            | 10           | -1           | 40%          |              |
| Total                       | Total                                | 170          | 93           | 40           | 37           | 295          | 184          | +111         | 62,55%       |              |
| Al-Nassr Arabia Saudita     | 2009–10 Saudi Pro League             | 22           | 12           | 7            | 3            | 38           | 23           | +15          | 65,15%       |              |
| Al-Nassr Arabia Saudita     | 2009–10 Saudi Crown Prince Cup       | 2            | 1            | 0            | 1            | 3            | 2            | +1           | 50%          |              |
| Al-Nassr Arabia Saudita     | Copa del Rey de Campeones            | 4            | 1            | 1            | 2            | 8            | 9            | -1           | 33%          |              |
| Total                       | Total                                | 28           | 14           | 8            | 6            | 49           | 34           | +15          | 57,14%       |              |
| Godoy Cruz Argentina        | Clausura 2011                        | 19           | 10           | 4            | 5            | 33           | 28           | +5           | 59,65%       |              |
| Godoy Cruz Argentina        | Copa Libertadores 2011               | 6            | 2            | 1            | 3            | 8            | 10           | -2           | 38,89%       |              |
| Godoy Cruz Argentina        | Apertura 2011                        | 19           | 6            | 6            | 7            | 28           | 24           | +4           | 42,10%       |              |
| Total                       | Total                                | 44           | 18           | 11           | 15           | 69           | 62           | +7           | 49,24%       |              |
| Banfield Argentina          | Clausura 2012                        | 3            | 1            | 0            | 2            | 2            | 8            | -6           | 33%          |              |
| Total                       | Total                                | 3            | 1            | 0            | 2            | 2            | 8            | -6           | 33%          |              |
| Peñarol Uruguay             | Primera División 2011-12             | 13           | 8            | 2            | 3            | 35           | 16           | +19          | 66,67%       |              |
| Peñarol Uruguay             | Primera División 2012-13             | 31           | 21           | 6            | 4            | 64           | 22           | +42          | 74,19%       |              |
| Peñarol Uruguay             | Copa Sudamericana 2013               | 2            | 0            | 1            | 1            | 0            | 2            | -2           | 16,67%       |              |
| Peñarol Uruguay             | Copa Libertadores 2013               | 6            | 3            | 0            | 3            | 7            | 7            | 0            | 50%          |              |
| Total                       | Total                                | 52           | 32           | 9            | 11           | 106          | 47           | +59          | 67,31%       |              |
| Baniyas EAU                 | 2013–14 UAE Pro League               | 17           | 6            | 5            | 6            | 34           | 25           | +9           | 45,09%       |              |
| Total                       | Total                                | 17           | 6            | 5            | 6            | 34           | 25           | +9           | 45,09%       |              |
| Al-Nassr Arabia Saudita     | Liga Profesional Saudí 2014-15       | 26           | 20           | 4            | 2            | 62           | 20           | +42          | 82,05%       |              |
| Al-Nassr Arabia Saudita     | Copa del Rey de Campeones            | 2            | 1            | 0            | 1            | 5            | 2            | +3           | 50%          |              |
| Al-Nassr Arabia Saudita     | Copa del Príncipe de la Corona Saudí | 3            | 2            | 0            | 1            | 6            | 3            | +3           | 66,67%       |              |
| Al-Nassr Arabia Saudita     | Liga de Campeones de la AFC 2015     | 6            | 2            | 2            | 2            | 7            | 6            | +1           | 44%          |              |
| Total                       | Total                                | 37           | 25           | 6            | 6            | 80           | 31           | +49          | 72,97%       |              |
| Total en Al Nassr           | Total en Al Nassr                    | 65           | 39           | 14           | 12           | 129          | 65           | +64          | 67,18%       |              |
| Peñarol · Uruguay           | Primera División 2015-16             | 16           | 9            | 3            | 4            | 28           | 19           | +9           | 62,50%       |              |
| Peñarol · Uruguay           | Primera División 2016                | 7            | 1            | 3            | 3            | 4            | 5            | -1           | 28,57%       |              |
| Peñarol · Uruguay           | Copa Libertadores 2016               | 6            | 1            | 2            | 3            | 5            | 11           | -6           | 27,78%       |              |
| Peñarol · Uruguay           | Copa Sudamericana 2016               | 2            | 0            | 2            | 0            | 1            | 1            | 0            | 33%          |              |
| Total                       | Total                                | 31           | 11           | 10           | 10           | 38           | 36           | +2           | 46,24%       |              |
| Total en Peñarol            | Total en Peñarol                     | 83           | 43           | 19           | 21           | 144          | 83           | +61          | 59,43%       |              |
| América de Cali · Colombia  | Finalización 2017                    | 13           | 5            | 7            | 1            | 14           | 8            | +6           | 56,41%       |              |
| América de Cali · Colombia  | Apertura 2018                        | 10           | 4            | 1            | 5            | 10           | 15           | -5           | 43%          |              |
| América de Cali · Colombia  | Copa Sudamericana 2018               | 2            | 1            | 0            | 1            | 1            | 3            | -2           | 50%          |              |
| Total                       | Total                                | 25           | 10           | 8            | 7            | 25           | 26           | -1           | 50,67%       |              |
| Defensor Sporting · Uruguay | Torneo Apertura 2019                 | 7            | 1            | 1            | 5            | 8            | 19           | -11          | 19,04%       |              |
| Defensor Sporting · Uruguay | Copa Libertadores 2019               | 6            | 2            | 1            | 3            | 9            | 8            | +1           | 38,89%       |              |
| Total                       | Total                                | 13           | 3            | 2            | 8            | 17           | 27           | -10          | 28,20%       |              |
| Total en Defensor Sporting  | Total en Defensor Sporting           | 183          | 96           | 42           | 45           | 312          | 211          | +101         | 60,10%       |              |
| Al-Ittihad Kalba EAU        | Pro League 2019-20                   | 5            | 1            | 0            | 4            | 4            | 9            | -5           | 20%          |              |
| Al-Ittihad Kalba EAU        | 2019–20 UAE League Cup               | 3            | 1            | 1            | 1            | 3            | 3            | 0            | 44%          |              |
| Al-Ittihad Kalba EAU        | 2020–21 UAE League Cup               | 6            | 2            | 3            | 1            | 8            | 7            | +1           | 50%          |              |
| Al-Ittihad Kalba EAU        | Liga Árabe 2020-21                   | 26           | 11           | 6            | 9            | 29           | 39           | -10          | 50%          |              |
| Al-Ittihad Kalba EAU        | Liga Árabe 2021-22                   | 26           | 6            | 10           | 10           | 32           | 38           | -6           | 35,90%       |              |
| Al-Ittihad Kalba EAU        | 2021–22 UAE League Cup               | 7            | 3            | 2            | 2            | 11           | 7            | +4           | 52,38%       |              |
| Total                       | Total                                | 73           | 24           | 22           | 27           | 87           | 103          | -16          | 42,92%       |              |
| Muaither SC Catar           | Qatar Stars League 2023-24           | 14           | 2            | 4            | 8            | 21           | 32           | -11          | 23,80%       |              |
| Total                       | Total                                | 14           | 2            | 4            | 8            | 21           | 32           | -11          | 23,80%       |              |
| América de Cali · Colombia  | Finalización 2024                    | 25           | 13           | 5            | 7            | 33           | 24           | +9           | 58,67%       |              |
| América de Cali · Colombia  | Copa Colombia 2024                   | 8            | 2            | 4            | 2            | 6            | 7            | -1           | 50%          |              |
| América de Cali · Colombia  | Apertura 2025                        | 26           | 13           | 9            | 4            | 36           | 19           | +17          | 63,16%       |              |
| América de Cali · Colombia  | Copa Sudamericana 2025               | 7            | 1            | 6            | 0            | 8            | 6            | +2           | 44%          |              |
| Total                       | Total                                | 66           | 29           | 24           | 13           | 83           | 56           | +27          | 56,32%       |              |
| Total en América de Cali    | Total en América de Cali             | 83           | 36           | 28           | 19           | 108          | 82           | +26          | 54,61%       |              |
| Total como entrenador       | Total como entrenador                | 565          | 265          | 145          | 155          | 896          | 660          | +236         | 55,46%       |              |

## Palmarés

### Como jugador

#### Campeonatos nacionales
| Título              | Club               | País     | Año  |
| ------------------- | ------------------ | -------- | ---- |
| Copa de la Liga     | Real Valladolid    | España   | 1984 |
| Supercopa de España | Atlético de Madrid | España   | 1985 |
| Primera División    | América de Cali    | Colombia | 1990 |
| Primera División    | América de Cali    | Colombia | 1992 |

#### Distinciones individuales
| Distinción                                       | Goles |
| ------------------------------------------------ | ----- |
| Trofeo Pichichi en 1983-84                       | 17    |
| 9° Máximo goleador histórico del América de Cali | 77    |

### Como entrenador

#### Campeonatos nacionales
| Título                 | Club              | País           | Año     |
| ---------------------- | ----------------- | -------------- | ------- |
| Campeonato Uruguayo    | Defensor Sporting | Uruguay        | 2007-08 |
| Campeonato Uruguayo    | Peñarol           | Uruguay        | 2012-13 |
| Liga Profesional Saudí | Al Nassr          | Arabia Saudita | 2014-15 |
| Campeonato Uruguayo    | Peñarol           | Uruguay        | 2015-16 |

#### Torneos nacionales
| Título          | Club              | País    | Año  |
| --------------- | ----------------- | ------- | ---- |
| Torneo Apertura | Defensor Sporting | Uruguay | 2007 |
| Torneo Clausura | Defensor Sporting | Uruguay | 2009 |
| Torneo Apertura | Peñarol           | Uruguay | 2012 |